# Cú pháp học
Cú pháp học nghiên cứu những quy tắc kết hợp từ, nhóm từ thành các kết cấu biểu đạt nghĩa trong các câu ở ngôn ngữ tự nhiên. Có hai hệ thống cú pháp chính là VO (động từ-tân ngữ) và OV (tân ngữ - động từ). Trong các hệ thống này lại có các tiểu hệ thống liên quan đến vị trí của chủ ngữ. Tiếng Việt thuộc loại SVO. Thuật ngữ "cú pháp" còn được sử dụng trong logic học và các ngành ngôn ngữ nhân tạo như ngôn ngữ máy tính.